# Saison 2015-2016 de Colomiers Rugby
Cette page présente la saison 2015-2016 de Colomiers Rugby en Pro D2.

## Entraîneurs
- Bernard Goutta : Entraineur principal et des avants
- Philippe Filiatre : Entraineur des lignes arrières

## La saison
Budget
Avec un budget pour la saison est de 5,55 millions d'euros, celui-ci est le 9e budget, sur 16, de la pro D2.

## Effectif 2015-2016
| Nom                    | Poste            | Naissance          | Nationalité sportive | Sélections | Dernier club               | Arrivée au club (année) |
| ---------------------- | ---------------- | ------------------ | -------------------- | ---------- | -------------------------- | ----------------------- |
| Ariel Castellina       | Pilier           | 01/01/1982         | Argentine            |            | Pampas XV                  | 2013                    |
| Victor Delmas          | Pilier           | 31/05/1991         | France               | -          | Formé au club              | 2011                    |
| Thomas Dubois          | Pilier           | 08/05/1989         | France               | -          | USA Perpignan              | 2012                    |
| Anthony Roux           | Pilier           | 28/10/1983         | France               | -          | Lyon OU                    | 2015                    |
| Sosefo Falatea         | Pilier           | 12/12/1988         | Tonga                | -          | Limoges Rugby              | 2013                    |
| Damien Weber           | Pilier           | 11/01/1986         | France               | -          | Stade français             | 2011                    |
| Louis Acosta           | Talonneur        | 25/05/1991         | France               |            | CA Brive                   | 2015                    |
| Benjamin Rioux         | Talonneur        | 14/07/1982         | France               | -          | SC Graulhet                | 2011                    |
| Otar Turashvili        | Talonneur        | 14/07/1986         | Roumanie             |            | CSM Bucarest               | 2015                    |
| Demian Panizzo         | Deuxième ligne   | 17/10/1989         | Argentine            | -          | Belgrano Athletic Club     | 2014                    |
| Wame Lewaravu          | Deuxième ligne   | 24/09/1983         | Fidji                | -          | Stade montois              | 2014                    |
| Clément Chartier       | Deuxième ligne   | 11 mars 1994       | France               | -          | Formé au club              | 2014                    |
| Romain Bézian          | Deuxième ligne   | 09/08/1988         | France               | -          | Tarbes PR                  | 2015                    |
| Romain Mémain          | Deuxième ligne   | 12/04/1984         | France               | -          | Formé au club              | 2005                    |
| Griffith Van Wyk       | Deuxième ligne   | 04/07/1990         | Afrique du Sud       |            | Wildeklawer Griquas        | 2015                    |
| Jonny Fa'amatuainu     | Troisième ligne  | 29/12/1983         | Samoa                | -          | Toyota Industries Shuttles | 2015                    |
| Mihai Macovei          | Troisième ligne  | 29/10/1986         | Roumanie             |            | RC Massy Essonne           | 2015                    |
| Afaesititi Amosa       | Troisième ligne  | 11/10/1990         | Australie            | -          | Gernika RT                 | 2013                    |
| Aurélien Béco          | Troisième ligne  | 12/03/1986         | Portugal             |            | Limoges rugby              | 2011                    |
| Stéphane Onambele      | Troisième ligne  | 12/02/1993         | France               | -          | Formé au club              | 2012                    |
| Jean Thomas            | Troisième ligne  | 10 mars 1994       | France               | -          | Formé au club              | 2013                    |
| Martin Puech           | Troisième ligne  | 14/12/1988         | France               | -          | Formé au club              | 2011                    |
| Joris Cazenave         | Demi de mêlée    | 30/08/1994         | France               | -          | ASM Clermont Auvergne      | 2014                    |
| Damien Neveu           | Demi de mêlée    | 29/06/1986         | France               | -          | CA Brive                   | 2015                    |
| Sébastien Inigo        | Demi de mêlée    | 29/09/1984         | France               | -          | Aviron bayonnais           | 2007                    |
| Christopher Hilsenbeck | Demi d'ouverture | 10/01/1992         | Allemagne            | -          | RG Heidelberg              | 2010                    |
| David Skrela           | Demi d'ouverture | 02/03/1979         | France               |            | ASM Clermont Auvergne      | 2013                    |
| Maxime Lafage          | Demi d'ouverture | 1er septembre 1994 | France               | -          | Formé au club              | 2015                    |
| Fabrice Catala         | Centre           | 11/03/1992         | France               | -          | USA Perpignan              | 2013                    |
| Cédric Coll            | Centre           | 08/08/1988         | France               | -          | Pays d'Aix                 | 2012                    |
| Grégoire Maurino       | Centre           | 03/03/1990         | France               | -          | Formé au club              | 2010                    |
| Florian Nicot          | Centre           | 30/09/1986         | France               | -          | Montpellier HR             | 2011                    |
| Guillaume Piron        | Centre           | 09/04/1992         | Belgique             | -          | Montpellier HR             | 2013                    |
| Ilikena Bolakoro       | Ailier           | 22/08/1987         | Fidji                |            | Biarritz olympique         | 2012                    |
| Kimami Sitauti (en)    | Ailier           | 12/04/1991         | Australie            | -          | Bay of Plenty              | 2015                    |
| Clément Lagain         | Ailier           | 02/06/1990         | France               | -          | Aviron bayonnais           | 2012                    |
| Venione Voretamaya     | Arrière          | 22/10/1990         | Fidji                | -          | CA Brive                   | 2015                    |
| Chris Czekaj           | Arrière          | 14/12/1985         | Pays de Galles       |            | Cardiff Blues              | 2014                    |
| Morgan Saout           | Arrière          | 14/04/1984         | France               | -          | Formé au club              | 2003                    |

## Calendrier et résultats[5]

### Pro D2
| - Colomiers rugby - US Montauban : 25-20 - Stade aurillacois - Colomiers rugby : 40-10 - Colomiers rugby - US Carcassonne : 31-9 - Stade montois - Colomiers rugby : 33-20 - Colomiers rugby - SC Albi : 26-16 - Colomiers rugby - US Dax : 29-9 - CS Bourgoin-Jallieu - Colomiers rugby : 29-12 - Colomiers rugby - AS Béziers : 10-14 - Colomiers rugby - Aviron bayonnais : 28-28 - USA Perpignan - Colomiers rugby : 23-23 - Provence rugby - Colomiers rugby : 15-22 - Colomiers rugby - RC Narbonne : 19-16 - Lyon OU - Colomiers rugby : 45-7 - Colomiers rugby - Tarbes PR : 19-16 - Biarritz olympique - Colomiers rugby : 26-3 | - US Montauban - Colomiers rugby : 20-23 - Colomiers rugby - Stade aurillacois : 21-3 - US Carcassonne - Colomiers rugby : 15-22 - Colomiers rugby - Stade montois : 12-12 - SC Albi - Colomiers rugby : 18-17 - US Dax - Colomiers rugby : 6-29 - Colomiers rugby - CS Bourgoin-Jallieu : 42-0 - AS Béziers - Colomiers rugby : 26-17 - Aviron bayonnais - Colomiers rugby : 16-15 - Colomiers rugby - USA Perpignan : 41-16 - Colomiers rugby - Provence rugby : 27-19 - RC Narbonne - Colomiers rugby : 34-6 - Colomiers rugby– Lyon OU : 27-16 - Tarbes PR - Colomiers rugby : 31-26 - Colomiers rugby - Biarritz olympique : 20-19 |

| Rang | Club                                   | J  | V  | N | D  | Bo | Bd | Pm  | Pe  | Diff | Pts |
| ---- | -------------------------------------- | -- | -- | - | -- | -- | -- | --- | --- | ---- | --- |
| 1    | Lyon OU (R)                            | 30 | 25 | 0 | 5  | 12 | 4  | 971 | 493 | +478 | 116 |
| 2    | Aviron bayonnais (R)                   | 30 | 19 | 1 | 10 | 4  | 4  | 658 | 602 | +56  | 86  |
| 3    | Stade aurillacois                      | 30 | 18 | 0 | 12 | 7  | 2  | 724 | 613 | +111 | 81  |
| 4    | Stade montois                          | 30 | 17 | 1 | 12 | 5  | 3  | 655 | 611 | +44  | 78  |
| 5    | Colomiers Rugby                        | 30 | 16 | 3 | 11 | 4  | 4  | 629 | 590 | +39  | 78  |
| 6    | AS Béziers                             | 30 | 17 | 1 | 12 | 4  | 3  | 745 | 662 | +83  | 77  |
| 7    | USA Perpignan                          | 30 | 15 | 1 | 14 | 5  | 6  | 676 | 615 | +61  | 73  |
| 8    | Biarritz olympique                     | 30 | 14 | 0 | 16 | 3  | 5  | 674 | 656 | +18  | 64  |
| 9    | CS Bourgoin-Jallieu                    | 30 | 12 | 0 | 18 | 5  | 9  | 595 | 642 | -47  | 62  |
| 10   | SC Albi                                | 30 | 13 | 2 | 15 | 2  | 4  | 591 | 643 | -52  | 62  |
| 11   | RC Narbonne                            | 30 | 13 | 0 | 17 | 2  | 6  | 602 | 653 | -51  | 60  |
| 12   | US Montauban                           | 30 | 12 | 0 | 18 | 1  | 9  | 570 | 624 | -54  | 58  |
| 13   | Stado Tarbes PR (8 points de pénalité) | 30 | 13 | 0 | 17 | 0  | 9  | 543 | 630 | -87  | 53¹ |
| 14   | US Carcassonne                         | 30 | 11 | 0 | 19 | 0  | 5  | 484 | 741 | -257 | 49  |
| 15   | US Dax                                 | 30 | 10 | 1 | 19 | 1  | 5  | 538 | 713 | -175 | 48  |
| 16   | Provence Rugby (P)                     | 30 | 9  | 0 | 21 | 1  | 5  | 549 | 716 | -167 | 42  |

### Barrages d'accession en Top 14
|  | Demi-finales        | Demi-finales        |             |    | Finale                                             | Finale                                             |
|  | Demi-finales        | Demi-finales        |             |    | Finale                                             | Finale                                             |
|  |                     |                     |             |    |                                                    |                                                    |
|  | 29 mai 2016 à 14h00 | 29 mai 2016 à 14h00 |             |    | 4 juin 2016 16h00 au Stade Ernest-Wallon, Toulouse | 4 juin 2016 16h00 au Stade Ernest-Wallon, Toulouse |
|  | 29 mai 2016 à 14h00 | 29 mai 2016 à 14h00 |             |    | 4 juin 2016 16h00 au Stade Ernest-Wallon, Toulouse | 4 juin 2016 16h00 au Stade Ernest-Wallon, Toulouse |
|  | [2] Bayonne         | 28                  |             |    | 4 juin 2016 16h00 au Stade Ernest-Wallon, Toulouse | 4 juin 2016 16h00 au Stade Ernest-Wallon, Toulouse |
|  | [2] Bayonne         | 28                  |             |    | 4 juin 2016 16h00 au Stade Ernest-Wallon, Toulouse | 4 juin 2016 16h00 au Stade Ernest-Wallon, Toulouse |
|  | [5] Colomiers       | 16                  |             |    | 4 juin 2016 16h00 au Stade Ernest-Wallon, Toulouse | 4 juin 2016 16h00 au Stade Ernest-Wallon, Toulouse |
|  | [5] Colomiers       | 16                  | [2] Bayonne | 21 |                                                    |                                                    |
|  | 28 mai 2016 à 18h00 |                     | [2] Bayonne | 21 |                                                    |                                                    |
|  |                     | [3] Aurillac        | 16          |    |                                                    |                                                    |
|  | [3] Aurillac        | [3] Aurillac        | 16          | 28 |                                                    |                                                    |
|  | [3] Aurillac        |                     |             | 28 |                                                    |                                                    |
|  | [4] Mont-de-Marsan  | 13                  |             |    |                                                    |                                                    |
|  | [4] Mont-de-Marsan  | 13                  |             |    |                                                    |                                                    |

## Statistiques

### Statistiques collectives
Attaque
Défense

### Statistiques individuelles
Meilleur réalisateur